# Макраме
Макрамето е вид ръкоделие, основен елемент в което е възелът, който изпълнява не само функционалната роля да съедини две нишки (конци) или канапи, а да има и декоративна роля. Чрез нареждане по определен начин на съвкупност от конци, фиксирани чрез възли, се изработват покривки за маси, за легла, пана за стена и др. Към тази дефиниция може да се отнесат и плетените чрез специална совалка мрежи – това са също рибарските мрежи, мрежите на волейболните игрища. Всичко това се плете на ръка с тази совалка и с помощта на дървена кръгла пръчка. Периметърът на филеното квадратче е два пъти периметърът на пръчката.
Съвременната жена няма време за такива занимания, но преди години са се правели покривки за маси, за легла, като върху плетката от хиляди квадратчета са се правели декоративни пълнежи.